# Кекуле, Фридрих Август
Фри́дрих А́вгуст Ке́куле фон Штра́дониц (нем. Friedrich August Kekulé von Stradonitz, 7 сентября 1829 года, Дармштадт — 13 июля 1896 года, Бонн) — немецкий химик-органик, прославившийся созданием теории валентности. Впервые применил теорию валентности к органическим веществам.
Иностранный член-корреспондент Петербургской академии наук (1887), иностранный член Лондонского королевского общества (1875), Национальной академии наук США (1892).

## Биография
Фридрих Август Кекуле родился в Дармштадте, в семье чиновника. В юности собирался стать архитектором и начал изучать архитектуру в Гиссенском университете; прослушав курс лекций Ю. Либиха в дармштадтском Высшем техническом училище, заинтересовался химией. В 1849 Кекуле начал изучение химии у Либиха; после окончания университета в 1852 Кекуле уехал в Париж, где занимался химией у Ж. Дюма, А. Вюрца и Ш. Жерара. После Парижа был ассистентом в частной лаборатории Адольфа фон Планта в Райхенау (Швейцария), затем работал в Лондоне. Вернувшись в 1856 в Германию, основал химическую лабораторию в Гейдельберге. Приват-доцент в Гейдельбергском (1856—1858) и профессор в Гентском (1858—1865) университетах; с 1865 до конца жизни профессор Боннского университета (в 1877—1878 гг. ректор).
Кекуле несколько лет был президентом Немецкого химического общества. Он являлся одним из организаторов Международного конгресса химиков в Карлсруэ (1860). Весьма плодотворной была педагогическая деятельность Кекуле. Он автор получившего широкую известность «Учебника органической химии» (1859—1866) в трёх томах. Целый ряд учеников Кекуле стали выдающимися химиками; среди них можно особо отметить Л. Мейера, Я. Вант-Гоффа, А. Байера и Э. Фишера.

## Научная работа
Экспериментальные работы Кекуле относятся к органической химии. В 1854 он получил тиоуксусную, а в 1856 — гликолевую кислоту. В 1872 году, совместно с нидерландским химиком А. Франшимоном синтезировал трифенилметан и антрахинон. С целью проверки гипотезы о равноценности всех атомов водорода в бензоле он получил его галоген-, нитро-, амино- и карбоксипроизводные; занимался также исследованиями ненасыщенных кислот и синтетических красителей. Однако основные работы Кекуле были посвящены теоретической химии; главной его заслугой стало создание теории валентности.
Идея о том, что атом элемента способен к «насыщению», была высказана в 1853 Э. Франклендом при рассмотрении конституции металлорганических соединений. Развивая эту идею, в 1854 году Кекуле впервые высказал предположение о «двухосновности», или «двухатомности» серы и кислорода (с 1867 года стал использовать термин «валентность»). В 1857 году, он предложил разделение элементов на три главные группы: одно-, двух- и трёхосновные, а углерод определил как четырёхосновный элемент (одновременно с Г. Кольбе). Основность (валентность) Кекуле считал фундаментальным свойством атома, таким же постоянным и неизменяемым, как и атомный вес.
В 1858 году, Кекуле (одновременно с шотландским химиком А. Купером) указал на способность атомов углерода при насыщении своих «единиц сродства» образовывать цепи («катенация»). Это механическое учение о соединении атомов в цепи с образованием молекул легло в основу теории химического строения А. М. Бутлерова.
В 1865 году, Кекуле предложил циклическую структурную формулу бензола, имеющую вид правильного шестиугольника. Объединив представления о способности углерода к образованию цепей с учением о существовании кратных связей, он пришёл к идее чередования в бензольном кольце простых и двойных связей (незадолго до этого похожую формулу предложил И. Лошмидт). Несмотря на то, что эта формула сразу же была подвергнута критике, она довольно быстро привилась в науке и практике, поскольку открыла дорогу к установлению структуры многих циклических (ароматических) соединений. Для объяснения неспособности бензола присоединять галогенводороды Кекуле в 1872 году выдвинул осцилляционную гипотезу, согласно которой в бензоле простые и двойные связи постоянно меняются местами. В 1867 году опубликовал статью о пространственном строении молекул, в которой предположил возможность тетраэдрического расположения валентностей атома углерода.

## Память
В 1903 году в Бонне воздвигнут памятник, при открытии которого речь держал ученик Кекуле Р. Аншюц.
Двухтомная биография «Август Кекуле. Жизнь и деятельность» («August Kekulé, Leben und Wirken») издана Аншюцем.
Изображён на бельгийской почтовой марке 1966 года.

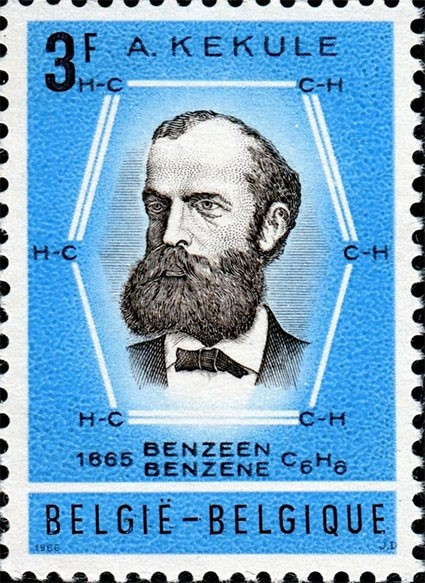
Почтовая марка с изображением Августа Фридриха Кекуле. Бельгия, 1966 год.

В 1970 году Международный астрономический союз присвоил имя Фридриха Кекуле кратеру на обратной стороне Луны.

## Кекулен
В честь Кекуле был назван синтезированный в 1978 кекулен, углеводород, состоящий из 12 сконденсированных друг с другом бензольных колец в форме макроциклического шестиугольника.